# Banyoma philippinensis
Banyoma philippinensis är en stekelart som beskrevs av Burks 1971. Banyoma philippinensis ingår i släktet Banyoma och familjen kragglanssteklar.
Artens utbredningsområde är Filippinerna. Inga underarter finns listade.